# Gérard Maurice Eugène Huyghe
Gérard Maurice Eugène Huyghe (Lille, 1 de agosto de 1903-Arrás, 27 de octubre de 2001) fue un obispo católico francés. Fue obispo de Arrás (1962-1984).

## Biografía
Fue ordenado sacerdote el 29 de junio de 1933. Tras licenciarse en Geografía e Historia y doctorarse en Teología y Derecho canónico, ocupó diversos cargos eclesiásticos en la  diócesis de Arras–Boulogne–Saint-Omer: director del Seminario Mayor de Lille (1945); responsable de la vida religiosa y oficial (1949); y arcipreste de Dunkerque (1960).
El Papa Juan XXIII le nombró obispo de Arras (15 de diciembre de 1961). Fue ordenado obispo en Lille (11 de abril de 1962) antes de ser entronizado en la catedral de Nuestra Señora y San Vaast de Arrás (15 de abril de 1962).

### Relaciones con el mundo del trabajo
Fue el obispo de los mineros en huelga, de los parados y de los inmigrantes, y el abogado de una Iglesia abierta a las realidades sociales y populares. Una “bestia negra” de los círculos políticos y empresariales. Huyghe, motivado únicamente por los requisitos del Evangelio y sin emplear nunca la violencia, fue considerado durante mucho tiempo un “obispo rojo”.
El joven obispo de Arrás se dio a conocer durante la larga huelga (1963), que enfrentó a los mineros de Norte-Paso de Calais con el general de Gaulle, entonces en el apogeo de su gloria presidencial. Defendió públicamente a los mineros, deplorando sus condiciones de trabajo, las amenazas a su salud, los retrasos en sus salarios. Hizo leer mensajes en las iglesias donde defendió a los sindicatos. “Este paro nos afecta a todos. Debemos sentirnos solidarios con todo sufrimiento”, escribió. También permaneció junto a las familias en duelo por los desastres mineros como el de Liévin (1975).

### Concilio Vaticano II
Fue miembro de la Comisión Conciliar de Vida Religiosa. Después de haber participado en el Concilio Vaticano II (1962-1965), Monseñor Huyghe fue testigo de las crisis del postconcilio. Denunció la disidencia tradicionalista de monseñor Lefebvre, su compatriota del norte, sufrió amenazas de los silenciadores de la Iglesia por su actitud calificada de progresista, defendió a los sacerdotes obreros contra las sospechas romanas, resistió la desafección del clero, y encomendó responsabilidades de los laicos para hacer frente a la desafección de las vocaciones sacerdotales.
El 25 de septiembre de 1984, se retiró cuando contaba 75 años, y continuó viviendo en Arrás, donde falleció el 27 de octubre de 2001, a los 92 años.